# Schienenverkehr in Maine

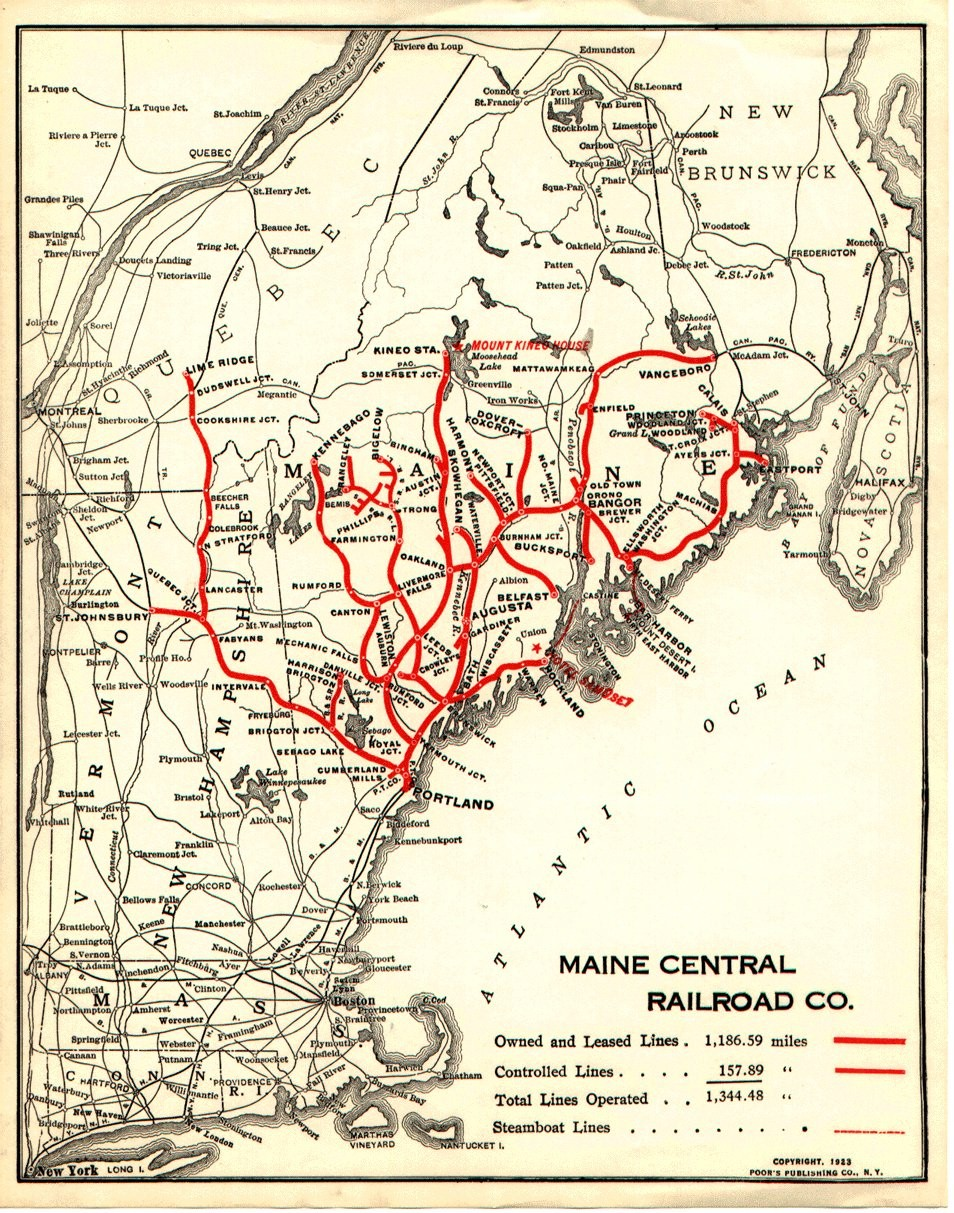
Streckenkarte der Maine Central Railroad (rote Strecken) von 1923. Die Strecken der übrigen Gesellschaften sind ebenfalls eingezeichnet.

Die Geschichte des Schienenverkehrs in Maine begann, als 1836 die erste Bahnstrecke im nordöstlichsten Bundesstaat der USA eröffnet wurde und umfasst damit bereits einen Zeitraum von über 170 Jahren. Während der Güterverkehr auch die finanzschwachen Zeiten der größten Bahngesellschaften im Bundesstaat überstand, endete der Personenverkehr auf der Schiene Ende 1994 zunächst. Nach fast sieben Jahren Unterbrechung gibt es jedoch mit dem Downeaster der Amtrak seit Ende 2001 wieder Expresszüge nach Maine. Daneben verkehren einige Museumsbahnen. Das Gleisnetz hatte 1924 seine maximale Ausdehnung mit ca. 3830 Kilometern. 2005 waren noch 1870 Kilometer Bahnstrecke in Betrieb.

## Geschichte

### Anfänge
In den 1830er Jahren war Maine bis auf die Küste und die Täler der großen Flüsse noch nahezu unbesiedelt. Dennoch entstand schon früh das Bedürfnis, Eisenbahnen zu errichten. Einerseits wollte man mit einer günstigen Verkehrserschließung weitere Zuwanderung erreichen, andererseits benötigte man die Bahnen, um Holz, der wichtigste Rohstoff Maines, abzutransportieren und die Städte mit Lebensmitteln, Post und Handelswaren zu versorgen, was bis dahin hauptsächlich per Schiff geschah. Am 17. Februar 1832 wurde die erste Eisenbahngesellschaft in Maine gegründet. Die Calais Railroad wollte eine Pferdebahn von Calais am St. Croix River entlang des Flusses bis Salmon Falls (heute Milltown) bauen. 1833 erhielt die Bangor and Piscataquis Canal and Railroad Company die Genehmigung zum Bau einer Eisenbahn, die die nördlich der Stadt Bangor gelegenen Vororte, hauptsächlich Old Town, an die Stadt anbinden sollte, da diese keinen eigenen Flusshafen hatten und die Waren und Passagiere bisher umständlich mit kleineren Booten über den Piscataquis River oder mit Kutschen über Land transportiert werden mussten. Diese Eisenbahn ging im November 1836 als erstes Schienenverkehrsmittel in Betrieb. 1839 folgte die Calais Railroad, die aus hölzernen Schienen mit einer eisernen Lauffläche bestand und bereits zwei Jahre später wieder stillgelegt wurde.
Schon bald begann auch der Bahnbau zum Anschluss Maines an das übrige Gleisnetz der Vereinigten Staaten. Zwei größere Bahngesellschaften, die Boston and Maine Railroad und die Eastern Railroad lieferten sich ein Wettrennen. In Maine selbst baute die Portland, Saco and Portsmouth Railroad (PSPR) diesen beiden Bahnen entgegen und die Strecke Portland–Portsmouth konnte 1842 eröffnet werden. Die Eastern hatte bereits 1840 Portsmouth und damit eine Verbindung zur PSPR erreicht, die Boston&Maine stellte die Verbindung mit der PSPR 1843 bei Berwick her.

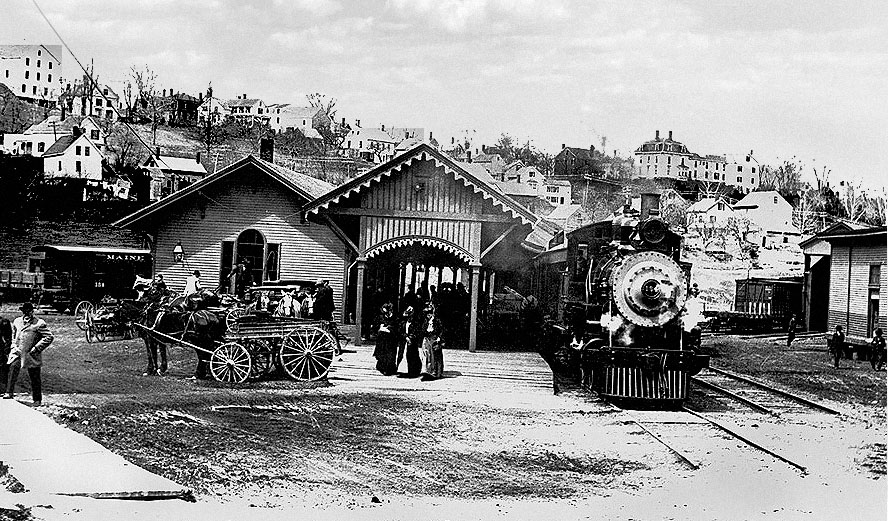
Bahnhof Belfast um 1900, (Maine Central Railroad)

Das nächste größere Bauprojekt war eine Strecke von Portland nach Montreal. Die Atlantic and St. Lawrence Railroad eröffnete diese Strecke von Portland ausgehend abschnittsweise zwischen 1848 und 1853. Anders als die bisher in Maine betriebenen Bahnen, die normalspurig waren, verwendete diese die Kolonialspur (1676 mm), da damals weite Teile des kanadischen Bahnnetzes diese Spurweite besaßen. Die 1855 fertiggestellte Verbindung Portland–Bangor wurde daraufhin ebenfalls in dieser Spurweite errichtet, da sie zwischen Danville und Portland die Strecke nach Kanada mitbenutzte. Diese Bahn wurde bis 1871 über Bangor hinaus bis nach Moncton in New Brunswick verlängert. Auch das normalspurige Netz dehnte sich aus und 1857 erreichte die erste Eisenbahn durch das Tal des Kennebec River die Stadt Skowhegan. Bei Waterville überquerte diese Bahn die breitspurige Strecke Portland–Bangor. Da auch in Kanada immer mehr Strecken auf Normalspur umgebaut wurden, beschlossen die Bahngesellschaften in Maine, darunter die 1862 gegründete Maine Central Railroad, die die Breitspurstrecke Portland–Bangor und von 1868 bis 1874 die meisten Strecken in diesem Gebiet erworben hatte, ihre Strecken auf Normalspur umzubauen. 1871 war die Strecke Portland–Bangor umgespurt, 1874 folgte die Bahn nach Montreal und 1877 schließlich die Strecke von Bangor nach New Brunswick.

### Blütezeit der Eisenbahn

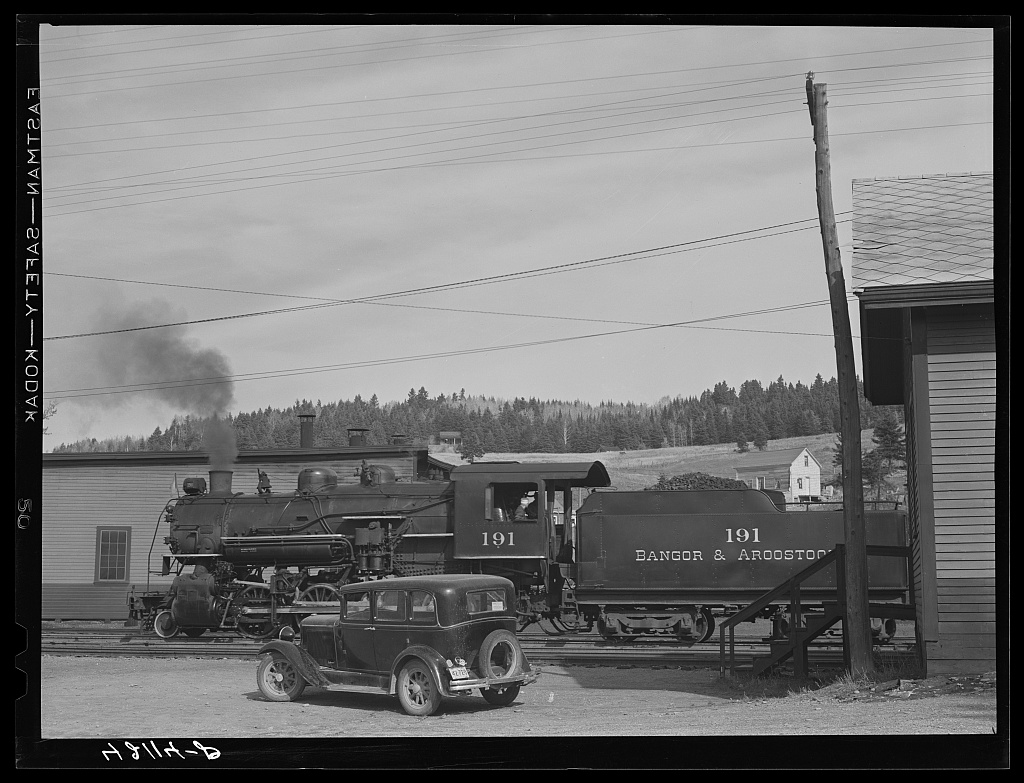
Lok 191 (Klasse G) der Bangor&Aroostook in Caribou im Oktober 1940

In die Zeit der Umspurung fällt die Eröffnung einer wichtigen Verbindung, der Mountain Division der Maine Central Railroad. Die Strecke führte von Portland in Richtung Nordwesten durch die White Mountains und den Norden Vermonts, wo Anschluss an zahlreiche andere Bahnen bestand. Ebenfalls in dieser Zeit, 1875, wurde die erste Schmalspurbahn in Maine eröffnet. Die Aroostook River Railroad war eine Tochtergesellschaft der in New Brunswick operierenden New Brunswick Railway, die einige in Maine liegende Städte im Tal des Aroostook River an ihr in Kapspur (1067 mm) gebautes Gleisnetz anbinden wollte. 1881 wurde dieses Netz auf Normalspur umgebaut und die Kapspur in Maine war bereits wieder Geschichte. Doch 1879 hatte die Sandy River Railroad bereits eine andere schmale Spur eingeführt. In der für die Vereinigten Staaten ungewöhnlichen Spurweite von zwei Fuß (610 mm) sollten fast alle weiteren Schmalspurbahnen in Maine gebaut werden. Bis 1912 entstand in dieser Spurweite ein umfangreiches schmalspuriges Netz im Zentrum des Bundesstaats sowie kürzere Strecken im Süden. Von 1880 bis 1883 fuhr die Bucksport and Bangor Railroad auf Gleisen in drei Fuß (914 mm) Spurweite und die Orchard Beach Railroad wurde im gleichen Zeitraum mit einer Spurweite von fünf Fuß (1524 mm) betrieben.
Ein Kuriosum ist die Green Mountain Railway. Auf einer Spurweite von 4 2/3 Fuß (1422 mm) beförderte die einzige Zahnradbahn Maines von 1883 bis zur Stilllegung 1890 Hotelgäste von Bar Harbor zu einem Hotel auf dem Gipfel des Green Mountain auf Mount Desert Island.
Auch weitere normalspurige Bahnen wurden gebaut. Besonders herausragend ist dabei das Netz der Bangor and Aroostook Railroad, das von 1893 bis 1910 eröffnet wurde und den gesamten Nordosten des Bundesstaats erschloss. Lediglich die geplante Allagash Line, die den bis heute völlig unbesiedelten Nordwesten erschlossen hätte, ist nie gebaut worden.

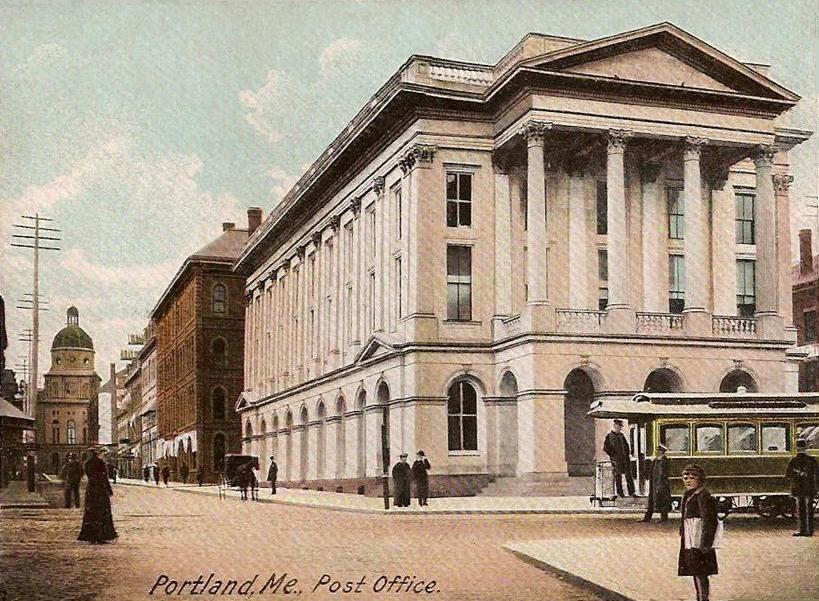
Straßenbahnwagen am Postamt in Portland, ca. 1905

Neben den Eisenbahnen war Maine auch ein Straßenbahnland. Zahlreiche Überlandstraßenbahnen verbanden die Städte im Süden des Landes miteinander. Das Netz zog sich von Portsmouth und Dover in New Hampshire, wo Anschluss an weitere Strecken bestand, über Portland, Lewiston und Bath bis nach Waterville und Fairfield im Zentrum Maines. Allein die Atlantic Shore Line Railway betrieb ein rund 140 Kilometer langes Netz um Portsmouth, Kennebunk und Saco entlang der Küste. Die Portland–Lewiston Interurban Railroad war neben der Aroostook Valley Railroad die einzige richtige Interurban-Strecke Maines, wurde erst 1914 eröffnet und verband bis 1933 die beiden namensgebenden Städte direkt. Die größte Straßenbahngesellschaft war jedoch die Lewiston, Augusta and Waterville Street Railway, deren Streckennetz sich bereits 1910 auf 233 Kilometer zwischen Lewiston, Bath, Augusta, Gardiner und Waterville erstreckte und das auch Stadtlinien in Lewiston, Auburn, Augusta und Bath beinhaltete. Neben diesen großen Überlandbetrieben existierten Straßenbahnbetriebe in Bangor (92 km), Benton (8 km), Biddeford (12 km), Brunswick (25 km), Calais (11 km), Fairfield (5 km), Fryeburg (5 km), Norway (3 km), Portland (164 km), Rockland (RST&SG und RT&C, zusammen 40 km), Skowhegan (20 km) und Waterville (17 km). Die Straßenbahn in Fryeburg fuhr noch bis 1913 als Pferdebahn. Schon 1889 fuhr in Bangor die erste elektrische Straßenbahn Maines. 1891 folgte die Straßenbahn in Portland, die eine bereits 1863 eröffnete Pferdebahn ersetzte. Die letzte Straßenbahn verkehrte in Maine bis 1947 zwischen Sanford und Springvale.
Zur Blütezeit der Eisenbahn, in den 1910er und 1920er Jahren, verkehrten mehrere bedeutende Expresszüge nach oder durch Maine, darunter der später Gull genannte Zug Boston–Halifax. Viele Züge aus Richtung Boston übergaben Kurswagen an die Maine Central Railroad, die über Nebenstrecken Oquossoc, Farmington, Kineo, Greenville, Caribou, Calais, Rockland und andere Orte erreichten. Diese Direktverbindungen dienten in erster Linie dem touristischen Verkehr an die Seen und Badeorte Maines und bestanden meist nur im Sommer.

### Niedergang

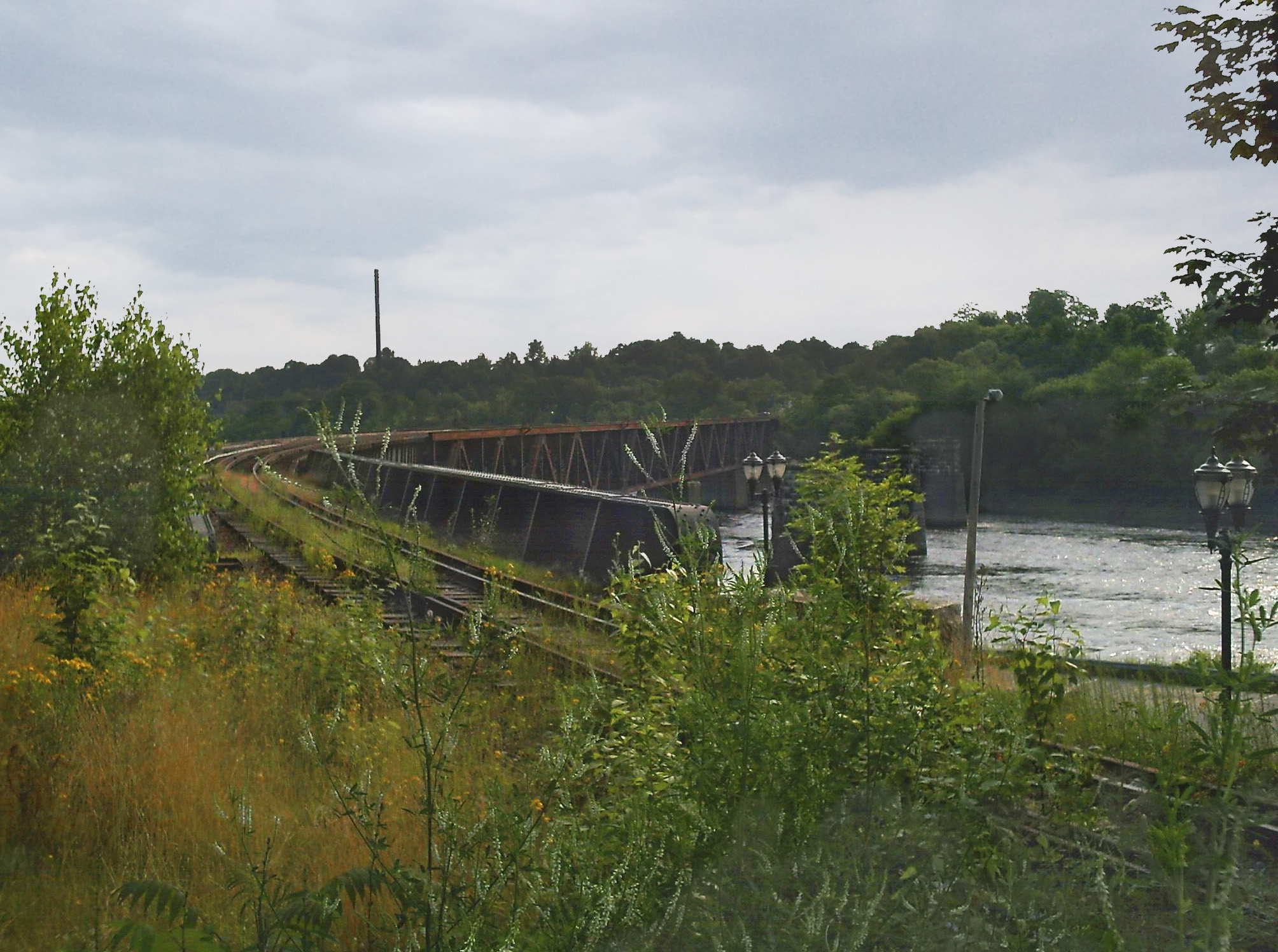
Brücke über den Kennebec River bei Augusta, 2006

Die Große Depression brachte 1929 das jähe Ende der Eisenbahnblütezeit. Industrie- und Bahnbetriebe gingen pleite, ohnehin wurde immer mehr Verkehr auf die Straßen verlagert, was den umfangreichen Ausbau des Straßennetzes und der Autoindustrie zur Folge hatte und damit einen plötzlichen starken Rückgang des Schienenverkehrs. Hinzu kam, dass der zunehmende Flugverkehr den Eisenbahnen Passagiere streitig machte. In Maine fielen zuerst die Schmalspurbahnen der Konkurrenz der Straße zum Opfer. Von 1929 bis 1943 wurden alle schmalspurigen Betriebe stillgelegt. Auch auf einigen Normalspurstrecken, darunter auf den Strecken nach Kennebago, Kineo und Union, endete bereits in den 1930er Jahren der Gesamtverkehr. Nachdem bereits 1869 die erste Eisenbahnstrecke Maines einer parallel liegenden Strecke zum Opfer gefallen war, ereilte 1944 auch die älteste Hauptstrecke, Portland–Portsmouth, dieses Schicksal.
Nach den finanzschwachen Zeiten sowohl der Boston&Maine, die 1970 den Bankrott erklärte, als auch der Maine Central Railroad in den 1960er und 1970er Jahren, in denen viele Nebenstrecken stillgelegt wurden, erfolgte 1981 (Maine Central) bzw. 1983 (Boston&Maine) die Übernahme dieser beiden Gesellschaften durch die Guilford Transportation, seit 2006 Pan Am Railways. Der neue Eigentümer dünnte das Netz weiter aus. Auch die Bangor&Aroostook Railroad hatte mit finanziellen Problemen zu kämpfen, konnte sich jedoch durch Stilllegung irrentabler Strecken, unter anderem von Teilen der Hauptstrecke, über die schwere Zeit retten. 2003 wurde sie in Montreal, Maine and Atlantic Railway umgegründet und erwarb Teile der ehemaligen Canadian-Pacific-Hauptstrecke, die von Montreal nach Moncton auch durch Maine führte. Auf dieser Strecke fuhr Ende 1994 der vorerst letzte Personenzug in Maine. Einige Nebenstrecken konnten durch lokale Investoren vor der Stilllegung bewahrt werden, wodurch einige kleinere Bahngesellschaften entstanden, darunter die Maine Eastern Railroad und die Eastern Maine Railway. Auch die Hauptstrecke Portland–Montreal wird von einer lokalen Bahngesellschaft, der St. Lawrence and Atlantic Railroad, betrieben.

### Ende und Wiedergeburt des Personenverkehrs
In den 1930er Jahren mussten die Bahngesellschaften investieren, um die Passagiere zu halten. Sie setzten auf Service und immer mehr Gesellschaften boten klimatisierte Züge und Stromlinienzüge an. Der Flying Yankee (Boston–Bangor) der Boston&Maine machte ca. 1936 den Anfang, später folgten die übrigen Expresszüge der Boston&Maine bzw. der Maine Central und auch der Potatoland Special und der Aroostook Flyer der Bangor&Aroostook. Dennoch konnten diese Investitionen die Entwicklung nicht aufhalten und die Passagierzahlen sanken immer weiter. 1953 gab es noch Personenverkehr auf den Hauptstrecken sowie nach St. Francis, Greenville, East Millinocket, Rockland, Farmington, Calais sowie auf der Mountain Division der Maine Central Railroad nach Vermont. Der Aroostook Flyer war bis 1961 der letzte Personenzug im Norden Maines. 1965 beendete die Boston&Maine ihren Personenverkehr nach Maine, 1967 war es die Canadian National Railway, die mit der Einstellung ihres einmal wöchentlich verkehrenden Expresszugs nach Montreal den Schienenpersonenverkehr in Portland beendete. Der alte Hauptbahnhof in Portland war bereits 1961 abgerissen worden, der Bahnhof der kanadischen Bahn 1966. Noch bis 1994, mit einer mehrjährigen Unterbrechung in den 1980er Jahren, verkehrte der Atlantic Limited von Montreal nach St. John.
Am 15. Dezember 2001 kehrte der öffentliche Schienenpersonenverkehr nach Maine zurück. Der Downeaster verbindet seitdem viermal täglich, seit 2007 fünfmal, Portland mit Boston. In Portland wurde zu diesem Zweck ein neuer Personenbahnhof gebaut. Der Zug hält in Maine noch in Old Orchard Beach, Saco und Wells. Seit 2003 betreibt die Maine Eastern Railroad im Sommer einen regulären Personenverkehr zwischen Brunswick und Rockland auf der Bahnstrecke Portland–Rockland. Der Downeaster wurde 2012 nach Brunswick verlängert, sodass nunmehr zwischen den beiden Personenzugangeboten eine direkte Umsteigemöglichkeit besteht. Es gibt jedoch auch Planungen, einige Downeaster-Züge im Sommer nach Rockland zu führen.

## Schienenverkehr in Maine heute

### Regulärer Betrieb

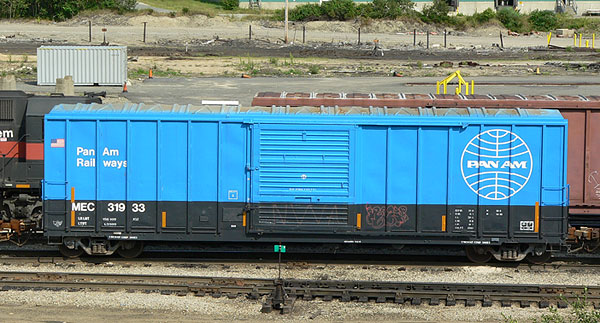
Ein ehemaliger MEC-Güterwagen in South Portland, Gelände der Turners Island LLC, 2005.

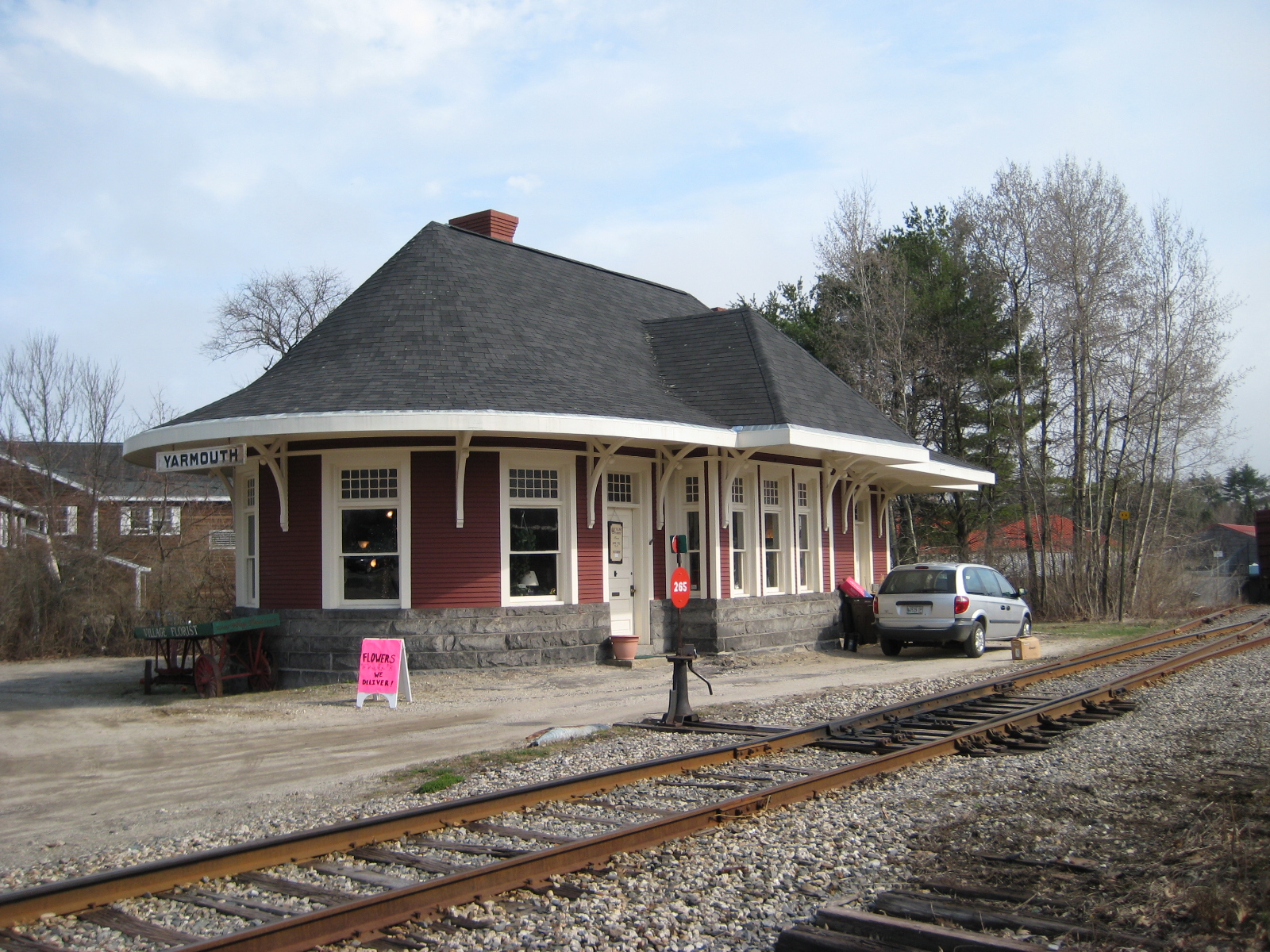
Bahnhof Yarmouth (ex Grand Trunk Railway), 2008

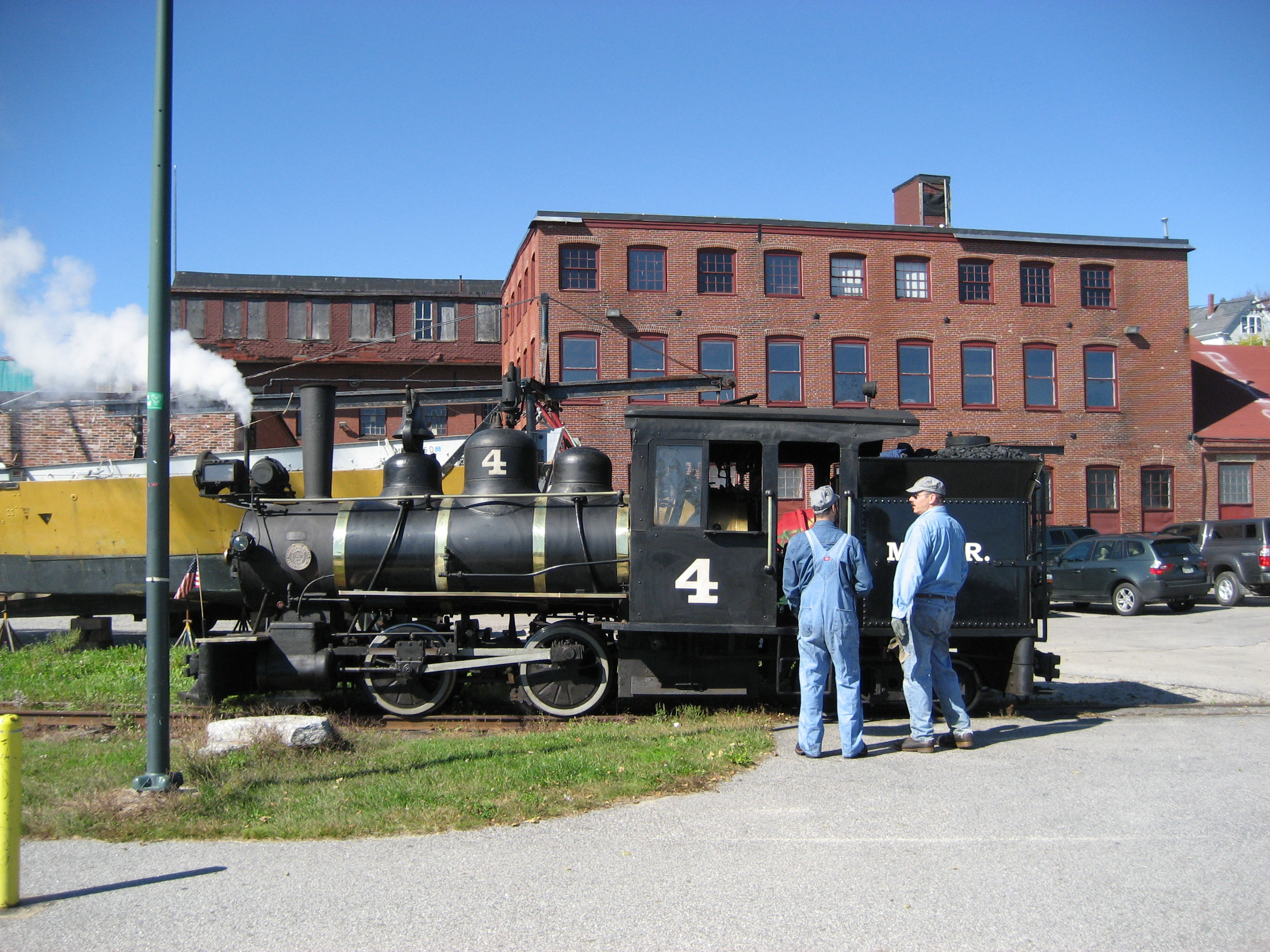
Lok 4 am Maine Narrow Gauge Railroad Museum

Sieben Bahngesellschaften teilen sich aktuell das Güterverkehrsaufkommen in Maine. Die beiden größten, MMA (504 Meilen/811 Kilometer) und Pan Am Railways (372 Meilen / 599 Kilometer), werden von der Association of American Railroads als Regional Railroads klassifiziert. Sie betreiben zusammen drei Viertel des Streckennetzes. Vier weitere Gesellschaften gelten als Local Railroads:
- Eastern Maine Railway (Strecke Brownville Junction–Vanceboro, 105 Meilen / 169 Kilometer)
- Maine Eastern Railroad (Strecken Brunswick–Rockland und Brunswick–Augusta, 93 Meilen / 150 Kilometer)
- St. Lawrence and Atlantic Railroad (Strecke East Deering–Gilead mit Abzweigen nach Norway und Lewiston, 85 Meilen / 137 Kilometer)
- New Hampshire Northcoast (wenige hundert Meter Strecke an der Grenze zu New Hampshire nördlich von Rochester).

Daneben betreibt die Turners Island LLC etwa zwei Meilen Anschlussgleise in Portland. Sie gilt als Switching and Terminal Railroad und verbindet die Güterbahnhöfe der Stadt miteinander. Ein Kuriosum ist die Pan Am-Strecke Calais–Woodland. Sie ist nach Stilllegung der Strecke Bangor–Calais vom übrigen Bahnnetz Maines isoliert und ist nur an die kanadische Eisenbahn angebunden. Zusätzlich verläuft die Strecke einige Kilometer über kanadisches Gebiet.
Den Schienenpersonenverkehr in Maine betreiben die Amtrak sowie die Maine Eastern Railroad.

### Museumsbahnen
Drei Museumsbahnen sind derzeit in Maine in Betrieb, alle auf der Spurweite von 610 Millimetern. Das Maine Narrow Gauge Railroad Museum in Portland hat auf einem stillgelegten Abschnitt der Hauptstrecke nach Montreal einen Museumsbetrieb eingerichtet. Die Wiscasset, Waterville and Farmington Railway befährt zurzeit einen vier Kilometer langen Abschnitt ihrer ehemaligen Strecke. In Sheepscot befindet sich das dazugehörige Museum. Ein kurzes Streckenstück des ausgedehnten Schmalspurnetzes der Sandy River and Rangeley Lakes Railroad ist bei Phillips wiederaufgebaut worden und wird durch die Phillips Historical Society mit nachgebauten Fahrzeugen befahren. Bis 2008 betrieb außerdem die Belfast and Moosehead Lake Railroad Museumszüge zwischen Burnham Junction und Belfast auf ihrer eigenen Strecke, auf der 2005 der reguläre Güterverkehr endete. Aus wirtschaftlichen Gründen wurde der Betrieb jedoch eingestellt.
In der Nähe von Kennebunkport befindet sich das Seashore Trolley Museum, das bereits 1939 gegründet wurde und damit zu den ältesten Straßenbahnmuseen weltweit gehört. Heute beherbergt das Museum über 200 Straßenbahnwagen, vor allem aus Neuengland, und betreibt eine rund zwei Kilometer lange Museumsstraßenbahnstrecke auf der Originaltrasse der Atlantic Shore Line Railway.